# Wola Biechowska
Wola Biechowska – wieś w Polsce położona w województwie świętokrzyskim, w powiecie buskim, w gminie Pacanów.
| SIMC    | Nazwa             | Rodzaj                          |
| ------- | ----------------- | ------------------------------- |
| 0259070 | Kaczyniec         | część wsi                       |
| 0259086 | Pod Jeziorem      | część wsi                       |
| 0259092 | Wola Biechowska A | część wsi (zniesiona w 2023 r.) |
| 0259100 | Wola Biechowska B | część wsi (zniesiona w 2023 r.) |
| 0259117 | Wola Biechowska W | część wsi (zniesiona w 2023 r.) |

Prywatna wieś szlachecka, położona była w drugiej połowie XVI wieku w powiecie wiślickim województwa sandomierskiego. W latach 1975–1998 miejscowość położona była w województwie kieleckim.